# Daihatsu Boon
Daihatsu Boon (яп. ダイハツ・ブーン) — автомобиль японской компании Daihatsu. Выпускается с июня 2004 года по настоящее время.

## Первое поколение
Серийно выпускался с июня 2004 по февраль 2010 года. Автомобиль собирался в четырёх кузовах — DBA-M300S, DBA-M310S, DBA-M301S и ABA-M312S.
DBA-M300S
Силовая установка — 3-цилиндровый 12-клапанный бензиновый двигатель, объёмом 996 см³. Модель двигателя 1KR-FE, мощностью 71 лошадиная сила, степень сжатия 10,5.
DBA-M310S
DBA-M301S
ABA-M312S
В данном кузове автомобиль выпускался в период с марта по июнь 2006 год. Это была ограниченная и самая мощная версия. Автомобиль оснащался 4-цилиндровым 16-клапанным бензиновым двигателем с турбонаддувом, объёмом 936 см³. Модель двигателя KJ-VET, мощность 133 лошадиные силы, степень сжатия 8,3. В качестве трансмиссии устанавливалась 5-ступенчатая МКПП. Тип привода — полный.

## Второе поколение

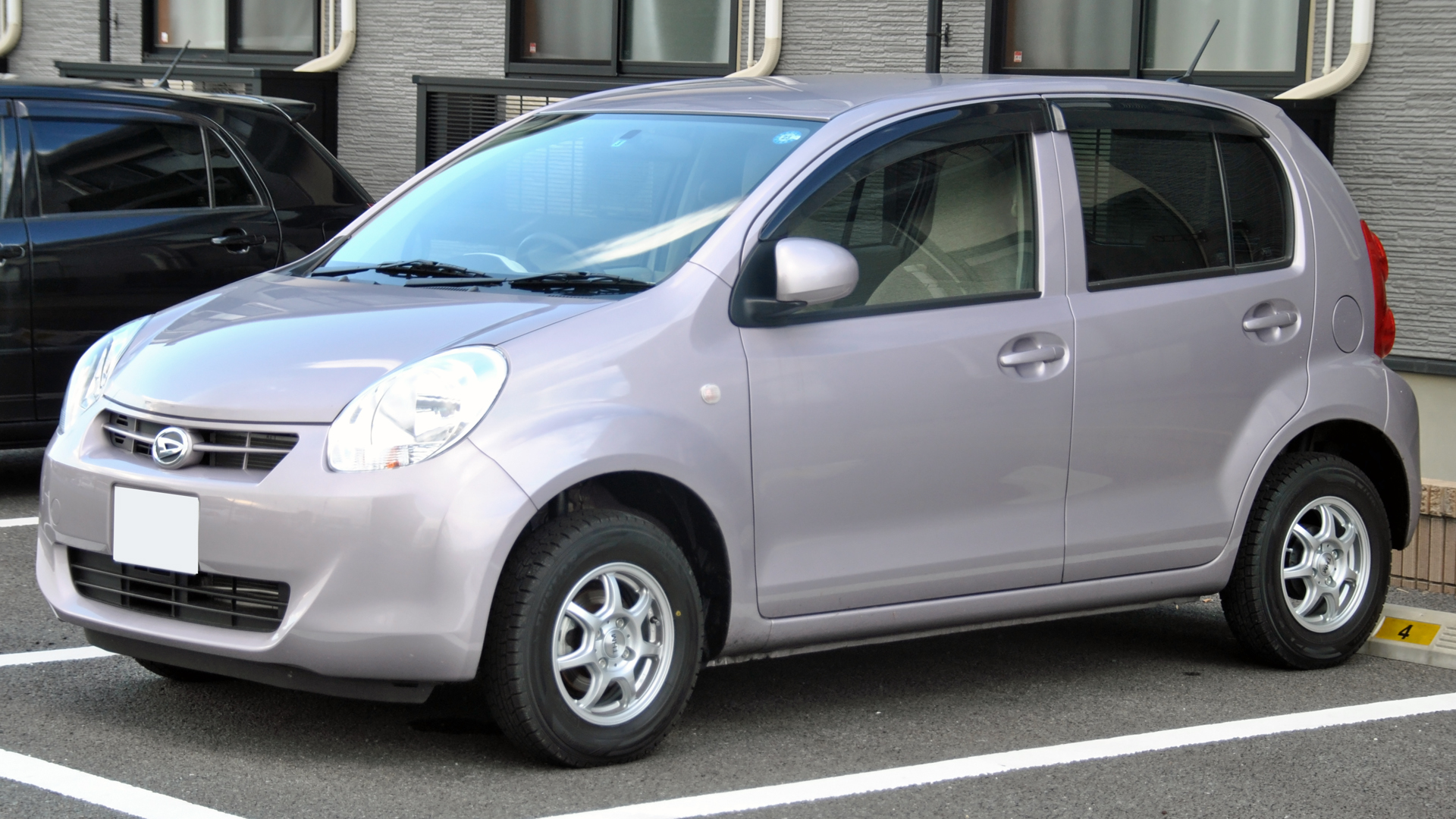
Daihatsu Boon второго поколения

Выпускается с февраля 2010 года по настоящее время. В настоящее время выпускается в кузовах DBA-M600S и DBA-M610S. До июня 2012 года также выпускался в кузове DBA-M601S. Собираются на заводе в городе Икеда.
На все автомобили устанавливается только бесступенчатая коробка передач.
DBA-M600S
В данном кузове автомобиль оснащается бензиновым двигателем . С июня 2012 года автомобили в данном кузове оснащаются системой Start-Stop (двигатель автоматически глохнет на холостых оборотах). Благодаря этому удалось добиться снижения расхода топлива, который составляет 23,0 км/л в режиме JC08 (японский метод измерения расхода топлива).
DBA-M610S
DBA-M601S
Силовая установка — 4-цилиндровый 16-клапанный бензиновый двигатель с жидкостным охлаждением, объёмом 1329 см³. Модель двигателя 1NR-FE, мощность 95 лошадиных сил, степень сжатия 11,5. Тип привода — передний. Ёмкость бензобака 40 литров.
Выпуск версии с двигателем 1.3 (95 л.с.) прекращён в 2012 году. 
Аналогами модели Daihatsu Boon являются Toyota Passo, а также выпускающийся в Малайзии Perodua MyVi.

## Третье поколение
Третье поколение компактного пятидверного хетчбэка Daihatsu Boon выпускается в Японии с 2016 года и продается только на местном рынке. Daihatsu Boon оснащается 3-цилиндровым мотором объёмом 1 литр и мощностью 69 л. с. в сочетании с вариатором. Привод может быть передним (DBA-M700S) или полным (DBA-M710S).  
DBA-M700S
DBA-M710S
Аналогичный автомобиль также выпускается под именем Toyota Passo. 